# Clifford Marica
Clifford Paul Marica (4 februari 1964) is een Surinaams politicus.

## Biografie
In 2000 werd hij voor de Surinaamse Partij van de Arbeid (SPA) minister van Arbeid, Technologische Ontwikkeling en Milieu (ATM) (12 augustus 2000 tot 25 april 2006) in het tweede kabinet-Venetiaan. Het ministerie waar hij leiding aan ging geven heette tot dan het ministerie van Arbeid.
Na de verkiezingen van 2005 kwam hij als een van de weinige ministers terug in het nieuwe kabinet-Venetiaan en bovendien op hetzelfde ministerie. Zijn partijgenoot Siegfried Gilds trad in januari 2006 af als minister van Handel en Industrie (HI) vanwege beschuldigingen dat hij net als zijn neef betrokken zou zijn bij witwassen van geld waarna Clifford Marica het ministerschap van Gilds erbij kreeg. Op 25 april 2006 ging Marica definitief naar HI (tot 2010) waarbij zijn partijgenote Joyce Amarello-Williams hem tot 2010 bij ATM opvolgde. Nadat Gilds veroordeeld was tot een gevangenisstraf van 12 maanden gaf hij ook het partijvoorzitterschap op. Marica stelde zich kandidaat om voorzitter te worden maar, na een felle strijd, werd Guno Castelen als zodanig gekozen.
In augustus 2014 richtte hij de partij Duurzaam en Rechtvaardig Samenleven op, wat deels een afsplitsing van de SPA is en een voortzetting van de Progressieve Surinaamse Volkspartij. Tijdens de verkiezingen behaalde de partij onvoldoende stemmen voor een zetel in De Nationale Assemblée.
Tijdens de verkiezingen van 2025 stond hij op nummer 50 van de lijst van de NPS.